# Rosa Rodríguez
Rosa Andreina Rodríguez Pargas (ur. 2 lipca 1986 w Acarígua) – wenezuelska lekkoatletka specjalizująca się w rzucie młotem, czterokrotna olimpijka, początkowo zajmowała się biegami długodystansowymi i przełajowymi.
Złota medalistka mistrzostw Wenezueli.
Okazjonalnie startuje w pchnięciu kulą i rzucie dyskiem.
Rekord życiowy: 73,64 (16 maja 2013, Barquisimeto) – rekord Wenezueli.

## Osiągnięcia
| Rok  | Impreza                                                                  | Miejsce             | Konkurencja    | Pozycja           | Wynik   |
| ---- | ------------------------------------------------------------------------ | ------------------- | -------------- | ----------------- | ------- |
| 2001 | Mistrzostwa świata juniorów młodszych                                    | Debreczyn           | pchnięcie kulą | 12. miejsce       | 12,63   |
| 2002 | Mistrzostwa Ameryki Południowej juniorów młodszych                       | Asunción            | pchnięcie kulą | 3. miejsce        | 13,26   |
| 2002 | Mistrzostwa Ameryki Południowej juniorów młodszych                       | Asunción            | rzut dyskiem   | 1. miejsce        | 43,87   |
| 2002 | Mistrzostwa Ameryki Południowej juniorów młodszych                       | Asunción            | rzut młotem    | 1. miejsce        | 53,75   |
| 2003 | Mistrzostwa świata juniorów młodszych                                    | Sherbrooke          | rzut młotem    | 13. miejsce       | 51,93   |
| 2004 | Młodzieżowe mistrzostwa Ameryki Południowej                              | Barquisimeto        | pchnięcie kulą | 6. miejsce        | 13,33   |
| 2004 | Młodzieżowe mistrzostwa Ameryki Południowej                              | Barquisimeto        | rzut dyskiem   | 7. miejsce        | 42,55   |
| 2004 | Młodzieżowe mistrzostwa Ameryki Południowej                              | Barquisimeto        | rzut młotem    | 5. miejsce        | 55,98   |
| 2004 | Mistrzostwa świata juniorów                                              | Grosseto            | rzut młotem    | el. – 20. miejsce | 53,10   |
| 2005 | Mistrzostwa Ameryki Południowej                                          | Cali                | rzut młotem    | 3. miejsce        | 61,51   |
| 2005 | Igrzyska boliwaryjskie                                                   | Armenia             | rzut młotem    | 2. miejsce        | 61,73   |
| 2005 | Mistrzostwa Ameryki Południowej juniorów                                 | Rosario             | rzut młotem    | 1. miejsce        | 57,90   |
| 2006 | Młodzieżowe mistrzostwa Ameryki Południowej Igrzyska Ameryki Południowej | Buenos Aires        | rzut dyskiem   | 7. miejsce        | 40,59   |
| 2006 | Młodzieżowe mistrzostwa Ameryki Południowej Igrzyska Ameryki Południowej | Buenos Aires        | rzut młotem    | 3. miejsce        | 59,77   |
| 2006 | Mistrzostwa świata w biegach przełajowych                                | Fukuoka             | bieg seniorek  | 89. miejsce       | 30:34   |
| 2007 | Mistrzostwa świata                                                       | Osaka               | rzut młotem    | el. – 34. miejsce | 61,77   |
| 2008 | Mistrzostwa ibero-amerykańskie                                           | Iquique             | rzut młotem    | 1. miejsce        | 65,96   |
| 2008 | Mistrzostwa Ameryki Środkowej i Karaibów                                 | Cali                | rzut młotem    | 5. miejsce        | 63,76   |
| 2008 | Młodzieżowe mistrzostwa Ameryki Południowej                              | Lima                | rzut młotem    | 1. miejsce        | 64,76   |
| 2008 | Mistrzostwa świata w półmaratonie                                        | Rio de Janeiro      | bieg seniorek  | 56. miejsce       | 1:28:49 |
| 2009 | Mistrzostwa Ameryki Południowej                                          | Lima                | rzut młotem    | 4. miejsce        | 60,66   |
| 2009 | Mistrzostwa Ameryki Środkowej i Karaibów                                 | Hawana              | rzut młotem    | 2. miejsce        | 69,06   |
| 2009 | Mistrzostwa świata                                                       | Berlin              | rzut młotem    | el. – 29. miejsce | 65,88   |
| 2009 | Igrzyska boliwaryjskie                                                   | Sucre               | rzut dyskiem   | 3. miejsce        | 39,72   |
| 2009 | Igrzyska boliwaryjskie                                                   | Sucre               | pchnięcie kulą | 3. miejsce        | 14,32   |
| 2009 | Igrzyska boliwaryjskie                                                   | Sucre               | rzut młotem    | 2. miejsce        | 66,98   |
| 2010 | Mistrzostwa ibero-amerykańskie                                           | San Fernando        | rzut młotem    | 3. miejsce        | 67,58   |
| 2010 | Igrzyska Ameryki Środkowej i Karaibów                                    | Mayagüez            | rzut młotem    | 2. miejsce        | 64,16   |
| 2011 | Mistrzostwa Ameryki Południowej                                          | Buenos Aires        | rzut młotem    | 3. miejsce        | 67,28   |
| 2011 | Mistrzostwa Ameryki Środkowej i Karaibów                                 | Mayagüez            | rzut młotem    | 2. miejsce        | 65,74   |
| 2011 | Światowe wojskowe igrzyska sportowe                                      | Rio de Janeiro      | rzut młotem    | 3. miejsce        | 67,16   |
| 2011 | Igrzyska panamerykańskie                                                 | Guadalajara         | rzut młotem    | 8. miejsce        | 64,78   |
| 2012 | Mistrzostwa ibero-amerykańskie                                           | Barquisimeto        | rzut młotem    | 1. miejsce        | 71,76   |
| 2012 | Igrzyska olimpijskie                                                     | Londyn              | rzut młotem    | el. – 24. miejsce | 67,34   |
| 2013 | Mistrzostwa Ameryki Południowej                                          | Cartagena de Indias | rzut młotem    | 1. miejsce        | 68,38   |
| 2013 | Mistrzostwa świata                                                       | Moskwa              | rzut młotem    | el. – 15. miejsce | 69,35   |
| 2013 | Igrzyska boliwaryjskie                                                   | Trujillo            | rzut młotem    | 1. miejsce        | 73,36   |
| 2014 | Igrzyska Ameryki Południowej                                             | Santiago            | rzut młotem    | 1. miejsce        | 68,61   |
| 2014 | Igrzyska Ameryki Środkowej i Karaibów                                    | Xalapa              | rzut młotem    | 4. miejsce        | 67,47   |
| 2015 | Mistrzostwa Ameryki Południowej                                          | Lima                | rzut młotem    | 1. miejsce        | 71,66   |
| 2015 | Mistrzostwa Ameryki Południowej                                          | Lima                | pchnięcie kulą | 8. miejsce        | 13,66   |
| 2015 | Igrzyska panamerykańskie                                                 | Toronto             | rzut młotem    | 1. miejsce        | 71,61   |
| 2015 | Mistrzostwa świata                                                       | Pekin               | rzut młotem    | 11. miejsce       | 67,78   |
| 2015 | Światowe wojskowe igrzyska sportowe                                      | Mungyeong           | pchnięcie kulą | 10. miejsce       | 11,35   |
| 2015 | Światowe wojskowe igrzyska sportowe                                      | Mungyeong           | rzut młotem    | 3. miejsce        | 67,54   |
| 2016 | Igrzyska olimpijskie                                                     | Rio de Janeiro      | rzut młotem    | 10. miejsce       | 69,26   |
| 2018 | Igrzyska Ameryki Południowej                                             | Cochabamba          | rzut młotem    | 2. miejsce        | 70,93   |
| 2018 | Igrzyska Ameryki Środkowej i Karaibów                                    | Barranquilla        | rzut młotem    | 1. miejsce        | 67,91   |
| 2018 | Mistrzostwa ibero-amerykańskie                                           | Trujillo            | rzut młotem    | 2. miejsce        | 67,93   |
| 2019 | Mistrzostwa Ameryki Południowej                                          | Lima                | rzut młotem    | 2. miejsce        | 66,45   |
| 2019 | Igrzyska panamerykańskie                                                 | Lima                | rzut młotem    | 3. miejsce        | 69,48   |
| 2021 | Igrzyska olimpijskie                                                     | Tokio               | rzut młotem    | el. – 22. miejsce | 68,23   |
| 2022 | Igrzyska Ameryki Południowej                                             | Asunción            | rzut młotem    | 1. miejsce        | 68,90   |
| 2023 | Igrzyska Ameryki Środkowej i Karaibów                                    | San Salvador        | rzut młotem    | 1. miejsce        | 71,62   |
| 2023 | Mistrzostwa Ameryki Południowej                                          | São Paulo           | rzut młotem    | 1. miejsce        | 68,12   |
| 2023 | Mistrzostwa świata                                                       | Budapeszt           | rzut młotem    | el. – 14. miejsce | 70,81   |
| 2023 | Igrzyska panamerykańskie                                                 | Santiago            | rzut młotem    | 2. miejsce        | 71,59   |
| 2024 | Mistrzostwa ibero-amerykańskie                                           | Cuiabá              | rzut młotem    | 1. miejsce        | 70,95   |
| 2024 | Igrzyska olimpijskie                                                     | Paryż               | rzut młotem    | 8. miejsce        | 72,98   |
| 2025 | Mistrzostwa Ameryki Południowej                                          | Mar del Plata       | rzut młotem    | 1. miejsce        | 71,04   |